# Mikkel Bischoff
Mikkel Bischoff (Copenhague, 3 de febrero de 1986) es un futbolista danés de origen keniano. Juega de defensa y su actual equipo es el Brøndby IF de la SAS Ligaen de Dinamarca.

## Selección nacional
Ha sido internacional con la Selección de fútbol de Dinamarca Sub-21.

## Clubes
| Club                    | País       | Año       |
| ----------------------- | ---------- | --------- |
| AB Copenhagen           | Dinamarca  | 2001-2002 |
| Manchester City         | Inglaterra | 2002-2004 |
| Wolverhampton Wanderers | Inglaterra | 2004-2005 |
| Manchester City         | Inglaterra | 2005-2006 |
| Sheffield Wednesday     | Inglaterra | 2006      |
| Coventry City           | Inglaterra | 2006-2007 |
| Brøndby IF              | Dinamarca  | 2007-     |

- Datos: Q1859053